# Tre Valli Varesine 1940
La Tre Valli Varesine 1940, ventiduesima edizione della corsa, si svolse il 1º settembre 1940 su un percorso di 209 km con partenza e arrivo a Varese. Organizzata dalla S.C. Alfredo Binda e valida come prima delle tre prove del Trofeo Italo Balbo, fu vinta dall'italiano Cino Cinelli, che completò il percorso in 6h13'39" precedendo in volata i connazionali Mario Ricci e Fausto Coppi. Conclusero la prova 15 dei 62 ciclisti al via.

## Percorso
La prova si svolse, a differenza degli anni precedenti, su un breve circuito di 9,5 km intorno a Varese da percorrere 22 volte per completare la distanza di 209 km; tale circuito presentava due salite, la prima lunga 1,5 km con 60 m di dislivello e la seconda a Bregazzana di 1 km e 84 m di ascesa, e il dislivello complessivo della corsa risultava dunque di circa 3200 m. Il traguardo era posto sul viale dell'Ippodromo.

## Ordine d'arrivo
| Pos. | Corridore             | Squadra    | Tempo    |
| ---- | --------------------- | ---------- | -------- |
| 1    | Cino Cinelli          | Bianchi    | 6h13'39" |
| 2    | Mario Ricci           | Legnano    | s.t.     |
| 3    | Fausto Coppi          | Legnano    | s.t.     |
| 4    | Salvatore Crippa      | Gerbi      | s.t.     |
| 5    | Mario De Benedetti    | Legnano    | s.t.     |
| 6    | Mario Vicini          | Bianchi    | s.t.     |
| 7    | Severino Canavesi     | Gloria     | s.t.     |
| 8    | Aldo Ronconi          | Legnano    | s.t.     |
| 9    | Michele Benente       | Gerbi      | s.t.     |
| 10   | Vasco Bergamaschi     | Bianchi    | s.t.     |
| 11   | Paul Egli             | -          | a 1'37"  |
| 12   | Luciano Succi         | Legnano    | a 10'21" |
| 13   | Primo Zuccotti        | Gerbi      | s.t.     |
| 14   | Serafino Santambrogio | D. Vismara | a 13'26" |
| 15   | Lothar Sztrakati      | -          | a 19'06" |